# Torsja krzywej
Torsja, skręcenie lub druga krzywizna krzywej przestrzennej L – granica, do której dąży stosunek kąta α pomiędzy binormalnymi w punktach M i M′ krzywej L do długości łuku MM′, gdy punkt M′ dąży po krzywej do punktu M.
Formalnie:
{\displaystyle T=\lim _{M'\to M}~{\frac {\alpha }{|MM'|}}.}
Skręcenie krzywej przestrzennej określonej funkcjami klasy {\displaystyle C^{3}} w punkcie {\displaystyle M(x(t),y(t),z(t))} oblicza się według wzoru:
{\displaystyle T={\frac {det\left[{\begin{matrix}x'(t)&y'(t)&z'(t)\\x''(t)&y''(t)&z''(t)\\x'''(t)&y'''(t)&z'''(t)\end{matrix}}\right]}{A^{2}+B^{2}+C^{2}}},}
gdzie:
{\displaystyle A=\det {\begin{bmatrix}y'(t)&z'(t)\\y''(t)&z''(t)\end{bmatrix}},\ \ B=\det {\begin{bmatrix}z'(t)&x'(t)\\z''(t)&x''(t)\end{bmatrix}},}
{\displaystyle \quad C=\det {\begin{bmatrix}x'(t)&y'(t)\\x''(t)&y''(t)\end{bmatrix}}.}
Skręcenie może być dowolną liczbą rzeczywistą.